# 安氏樹鬚魚
安氏樹鬚魚為輻鰭魚綱鮟鱇目棘茄魚亞目鬚角鮟鱇科的其中一種，分布於中西太平洋的萊恩群島海域，屬深海魚類，屬肉食性，雄魚寄生在雌魚身上。

## 擴展閱讀
維基物種上的相關：安氏樹鬚魚